# Oltar domovine
Oltar domovine spomenik je svim palima u Domovinskom ratu. Spomenik je rad kipara Kuzme Kovačića, a nalazi se ispred južnog bedema na zagrebačkom Medvedgradu. Oltar domovine, otvorio je na Dan državnosti 30. svibnja 1994. predsjednik Franjo Tuđman kao mjesto na kojemu će svi moći odati poštovanje hrvatskoj domovini. 
Spomen obilježje tvore kamene kocke od različitih vrsta kamena i nejednake visine te šest staklenih plavih ploča, koje kao da su se po zemlji posložile u hrvatski grb. Na kamenim kockama isklesani su hrvatski motivi iz vremena kneza Branimira, Veliki križ, te stihovi hrvatske himne. Oko i na spomeniku položeno je 29 staklenih plavih i bijelih "kapi". Kameni blokovi skulpture izgrađeni su od kamena iz svih hrvatskih županija. U sredini se nalazi "vječna vatra".
Predsjednik Franjo Tuđman je 1. studenog 1999. godine uz dan Svih svetih pohodio Oltar domovine na Medvedgradu, bio je to i njegov posljednji javni nastup prije smrti.
Nakon 2000. spomenik je pretrpio oštećenja, a staklene ploče su popucale. Godine 2006. dovršena je prva faza obnove ugradnjom lijevanih staklenih elemenata.

## Povezano
- Spomenik domovini
- Glas hrvatske žrtve – Zid boli
- Crkva hrvatskih mučenika na Udbini
- Škrinja privilegija

## Vanjske poveznice
Mrežna mjesta
- Medvedgrad, službeno mrežno mjesto
- Medvedgrad : srednjovjekovni grad  Arhivirana inačica izvorne stranice od 28. prosinca 2021. (Wayback Machine), preklopnik Parka prirode Medvednica (arhivirano 2016.)